# جمهوری ارمنستان غربی
جمهوری ارمنستان غربی، که به عنوان دولت ارمنستان نیز شناخته می‌شود، یک دولت در تبعید است که ادعای حاکمیت بر بخش‌هایی از فلات ارمنستان از جمله مناطقی از ارمنستان غربی، ناگورنو قره‌باغ و نخجوان را دارد. این کشور خودخوانده ادعا می‌کند که دارای ریاست جمهوری، دولت، پارلمان، قانون اساسی، سرود ملی و نشان رسمی خود است.
افراد جمهوری ارمنستان غربی ادعا می‌کنند که جانشین قانونی دولت ارمنستان هستند که در سال ۱۹۲۰ توسط حقوق بین‌الملل به رسمیت شناخته شده است و بنابراین، به صورت بین‌المللی به رسمیت شناخته می‌شوند.

## پیش‌زمینه
حضور ارمنی‌ها در آناتولی از قرن ششم پیش از میلاد ثبت شده است، یعنی حدود ۱۵۰۰ سال پیش از ورود ترکمان‌ها تحت سلسله سلجوقی.
در قرون شانزدهم و هفدهم، ارمنستان تاریخی میان عثمانی‌ها که بخش غربی را تصرف کردند و صفویان که شرق را به دست آوردند، تقسیم شد.
در آستانه جنگ جهانی اول در سال ۱۹۱۴، حدود دو میلیون ارمنی در آناتولی از جمعیت کلی ۱۵ تا ۱۷.۵ میلیون نفر زندگی می‌کردند. بر اساس برآوردها در سال‌های ۱۹۱۳–۱۹۱۴، ۲,۹۲۵ شهر و روستای ارمنی در امپراتوری عثمانی وجود داشت که ۲,۰۸۴ مورد از آن‌ها در فلات ارمنستان و در ولایت‌های بیتلیس، دیاربکر، ارضروم، خارپوت و وان بودند. ارمنی‌ها در بیشتر مناطق سکونت خود، اقلیت بودند و در کنار همسایگان مسلمان ترک و کرد و مسیحیان ارتدوکس یونانی زندگی می‌کردند. بر اساس آمارها، ۲۱۵,۱۳۱ ارمنی در مناطق شهری، به ویژه استانبول، ازمیر و تراکیه شرقی زندگی می‌کردند. اگرچه بیشتر ارمنی‌های عثمانی کشاورز بودند، اما در تجارت بیش از حد نمایندگی داشتند. به عنوان اقلیت، با وجود ثروت برخی از ارمنی‌ها، قدرت سیاسی کلی آن‌ها پایین بود که آن‌ها را آسیب‌پذیر می‌کرد. پاکسازی قومی ارمنی‌ها در سال‌های پایانی امپراتوری عثمانی به طور گسترده به عنوان نسل‌کشی شناخته می‌شود. امپراتوری عثمانی حدود ۶۰۰,۰۰۰ تا ۱,۵۰۰,۰۰۰ ارمنی را قتل‌عام کرد. نخستین موج آزار و اذیت در سال‌های ۱۸۹۴ تا ۱۸۹۶ رخ داد و موج دوم به رویدادهای نسل‌کشی ارمنی‌ها در سال‌های ۱۹۱۵ و ۱۹۱۶ منجر شد.

## تاریخچه
در ۱۷ دسامبر ۲۰۰۴، «اعلامیه حق تعیین سرنوشت ارمنی‌های ارمنستان غربی» در شوشی امضا شد؛ که به واسطه آن شورای ملی ارمنی‌های ارمنستان غربی نیز تأسیس شد.
در ۴ فوریه ۲۰۱۱، تأسیس دولت در تبعید ارمنستان غربی اعلام شد و در ۲۱ اکتبر ۲۰۱۱، قانون اساسی، پرچم، نشان رسمی و سرود ملی به تصویب رسید. در نوامبر ۲۰۱۳، مجمع ملی ارمنستان غربی تشکیل شد که نمایندگان آن در نخستین جلسه پارلمان در پاریس در ۲۰ ژانویه ۲۰۱۴، رئیس‌جمهور ارمنستان غربی را انتخاب کردند.

## سرزمین‌های ادعاشده
در اعلامیه تشکیل مجمع ملی ارمنستان غربی بیان شده است که حوزه قضایی ارمنستان غربی شامل ولایت‌های وان، بیتلیس، ارضروم (که ارمنی‌ها آن را «کارین» می‌نامند)، ترابزون، سیواس، دیاربکر، خارپوت، قارص، سورمالو، جاواختی و نخجوان، و همچنین منطقه تاریخی کیلیکیه می‌شود.
آرتساخ نیز گاهی به عنوان بخشی از جمهوری ارمنستان غربی ادعا می‌شود.
کارین به عنوان پایتخت ارمنستان غربی ادعا شده است.
در اخبار شبکه تلویزیونی ارمنستان غربی، شهرهایی همچون بیتلیس، موش، وان، ماردین، ایغدیر، آدانا، ترابزون و ریزه به عنوان «ارمنستان غربی» معرفی شده‌اند. این شبکه اظهار داشت: «ارمنستان غربی که در سال ۱۹۲۰ به عنوان یک دولت مستقل و دارای حاکمیت اعلام شد، اکنون تحت اشغال ترکیه است. دیر یا زود به صاحبان واقعی خود، یعنی ارمنی‌ها، بازخواهد گشت.»